# 중랑구
중랑구(中浪區)는 대한민국 서울특별시 동부에 위치한 자치구로 1988년 1월 1일부터 동대문구에서 분리되었다. 동쪽은 경기도 구리시, 서쪽은 서울특별시 동대문구, 남쪽은 서울특별시 광진구, 북쪽은 서울특별시 노원구 등과 인접한다.

## 지명 유래
동대문구에서 분구할 때 분구의 기준이 되었던 중랑천에서 이름을 따왔다. 다만 이 중랑천은 일제강점기 때 붙여진 이름이며, 원 이름은 한천(漢川)이다.

## 지리
동쪽은 불암산에서 뻗어 내린 구릉산(검암산), 망우산, 용마산 등의 산줄기가 발달해 있으며, 북쪽은 봉화산 일대의 구릉지가 있다. 서쪽으로 묵동천과 면목천이 계곡 사이를 흘러 중랑천에 합류되었으며, 다시 한강으로 유입된다. 그리고 면목천과 중랑천이 만나는 지역은 상습 침수 지역이었으며, 거의 대부분 복개되어 있다.

## 역사
- 역사적으로 양주군 망우리면을 구성하였으나 면목동은 고양주면의 일부였다. 면목동은 갑오개혁이후 성저십리에 편입되었다.
- 1914년 : 부군면 통폐합으로 망우리면이 구리면에 병합되었다. 면목동이 고양주면의 후신인 고양군 뚝도면에 편입되었다.
- 1949년 : 뚝도면이 폐지되어 면목동이 성동구로 편입되었다.
- 1962년 12월 12일 경기도 양주군 구리면 상봉리 등과 성동구 면목동이 동대문구에 편입되었다.[4] 이때 중하리가 중화동으로 변경되었다.
- 1963년 1월 1일 구리면에서 편입한 5개동 지역에 망우출장소를 설치하였다.
- 1968년 1월 1일 망우출장소가 폐지되면서 동대문구 직할로 바뀌었다.[5]
- 1988년 1월 1일 : 동대문구 중 면목동, 상봉동, 중화동, 묵동, 망우동, 신내동 등지는 관할로 중랑구가 설치되었다.[6]

## 행정 구역

행정구역도

중랑구의 행정 구역은 16개 행정동으로 관리되며, 면적은 18.51km2이다. 중랑구의 인구는 2012년 12월 31일을 기준으로 174,313세대, 423,655명이다.
| 행정동      | 한자        | 면적 (km2) | 세대    | 인구 (명) |
| ----------- | ----------- | ---------- | ------- | --------- |
| 면목본동    | 面牧本洞    | 1.01       | 16,197  | 37,090    |
| 면목제2동   | 面牧第2洞   | 0.73       | 12,019  | 28,404    |
| 면목제3·8동 | 面牧第3·8洞 | 1.67       | 12,759  | 29,569    |
| 면목제4동   | 面牧第4洞   | 1.11       | 9,803   | 22,634    |
| 면목제5동   | 面牧第5洞   | 0.64       | 6,105   | 14,407    |
| 면목제7동   | 面牧第7洞   | 0.87       | 10,673  | 25,877    |
| 상봉제1동   | 上鳳第1洞   | 0.85       | 9,276   | 25,826    |
| 상봉제2동   | 上鳳第2洞   | 0.68       | 9,225   | 18,758    |
| 중화제1동   | 中和第1洞   | 0.68       | 8,318   | 21,787    |
| 중화제2동   | 中和第2洞   | 0.98       | 14,498  | 31,005    |
| 묵제1동     | 墨第1洞     | 1.20       | 13,760  | 36,259    |
| 묵제2동     | 墨第2洞     | 0.70       | 8,476   | 20,267    |
| 망우본동    | 忘憂本洞    | 2.88       | 14,681  | 34,992    |
| 망우제3동   | 忘憂第3洞   | 0.99       | 8,298   | 19,400    |
| 신내1동     | 新內1洞     | 2.53       | 10,982  | 32,199    |
| 신내2동     | 新內2洞     | 0.99       | 9,243   | 25,181    |
| 중랑구      | 中浪區      | 18.51      | 174,313 | 423,655   |

## 인구
| 연도   | 총인구    |
| ------ | --------- |
| 1990년 | 448,383명 |
| 1995년 | 439,802명 |
| 2000년 | 440,018명 |
| 2005년 | 412,380명 |
| 2010년 | 400,027명 |
| 2015년 | 403,237명 |

## 문화
자연공원
- 망우리공원
- 용마폭포공원
- 사가정공원
- 봉화산근린공원
- 나들이공원
- 면목역공원
- 중랑캠핑숲

하천
- 중랑천

산
- 봉화산
- 용마산
- 망우산

문화재

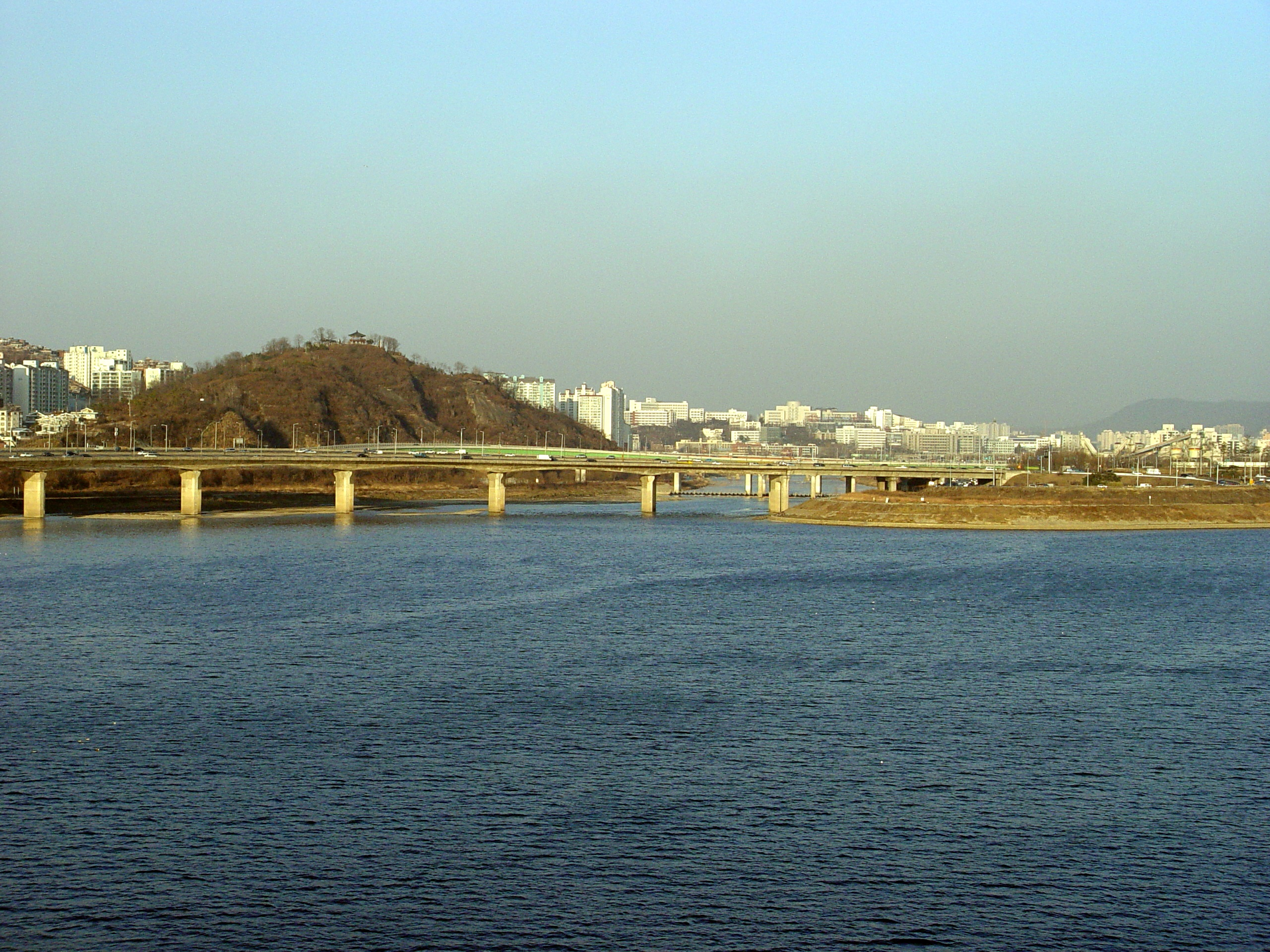
중랑천

- 보물 제1289호 천순원년 이윤손 유서(1998.12.18 지정)와
- 사적 제 455호 아차산 일대 보루군(2004.10.27 지정)과
- 서울특별시 지정 기념물 제15호 아차산 봉수대 터(1993.11.30 지정)
- 서울특별시 유형문화재 제95호 충익공 신경진 묘역(1995.1.15 지정)
- 서울특별시 무형문화재 제30호 옹기장 배요섭(2002.9.16 지정)
- 서울특별시 무형문화재 제34호 봉화산도당굿(2005.1.10 지정)
- 서울특별시 유형우리문화재 제320호 법장사아미타쾌불도 및 복장유물(2011.9.8. 지정)

## 교육 기관
사립대학교
- 한국열린사이버대학교

사립전문대학
- 서일대학교

고등학교
- 신현고등학교
- 중화고등학교
- 태릉고등학교
- 송곡여자고등학교
- 혜원여자고등학교
- 원묵고등학교
- 송곡고등학교
- 면목고등학교
- 이화여대병설미디어고등학교

중학교
- 동원중학교
- 면목중학교
- 봉화중학교
- 상봉중학교
- 송곡여자중학교
- 신현중학교
- 영란여자중학교
- 용마중학교
- 원묵중학교
- 장안중학교
- 중랑중학교
- 중화중학교
- 태릉중학교
- 혜원여자중학교

초등학교
- 금성초등학교
- 서울동원초등학교
- 서울망우초등학교
- 서울면남초등학교
- 서울면동초등학교
- 서울면목초등학교
- 서울면북초등학교
- 서울면일초등학교
- 서울면중초등학교
- 서울묵동초등학교
- 서울묵현초등학교
- 서울봉화초등학교
- 서울상봉초등학교
- 서울새솔초등학교
- 서울신내초등학교
- 서울신묵초등학교
- 서울신현초등학교
- 서울원묵초등학교
- 서울중곡초등학교
- 서울중랑초등학교
- 서울중목초등학교
- 서울중화초등학교
- 서울중흥초등학교

## 스포츠
축구
- 서울중랑축구단 (K3리그)

## 교통

### 지하철

#### 한국철도공사
- 경의중앙선

- ● 수도권 전철 경의중앙선

(동대문구) ← 중랑역 ~ 상봉역 ~ 망우역 ~ 양원역 → (구리시)
- 경춘선

- ● 수도권 전철 경춘선

상봉역 ~ 망우역 ~ 신내역 → (구리시)

#### 서울교통공사
- ● 서울 지하철 6호선

(노원구) ← 봉화산역 ~ 신내역
- ● 서울 지하철 7호선

(노원구) ← 먹골역 ~ 중화역 ~ 상봉역 ~ 면목역 ~ 사가정역 ~ 용마산역 → (광진구)

### 버스

#### 시내버스
| 업체명     | 대표자        | 위 치                 |
| ---------- | ------------- | --------------------- |
| 경성여객   | 김종원 김정환 | 용마산로 380 (면목동) |
| 메트로버스 | 최윤준        | 신내역로 25 (신내동)  |
| 보광운수   | 신영식        | 신내역로 25 (신내동)  |
| 북부운수   | 최윤준        | 면목로 230 (면목동)   |

#### 마을버스
| 업체명   | 대표자 | 위 치                    |
| -------- | ------ | ------------------------ |
| 중랑운수 | 이경자 | 용마산로94길 84 (면목동) |
| 금창운수 | 신현종 | 동일로124길 76 (중화동)  |

## 케이블 방송사
- 딜라이브 중랑케이블TV

## 자매 결연 & 우호 도시
| 구분      | 국가     | 도시       | 도시     |
| --------- | -------- | ---------- | -------- |
| 자매 결연 | 대한민국 | 전라남도   | 해남군   |
| 자매 결연 | 미국     | 일리노이주 | 시카고   |
| 우호 도시 | 일본     | 도쿄도     | 메구로구 |

## 같이 보기
- 대한민국의 행정 구역